# Dolmen du Griffier

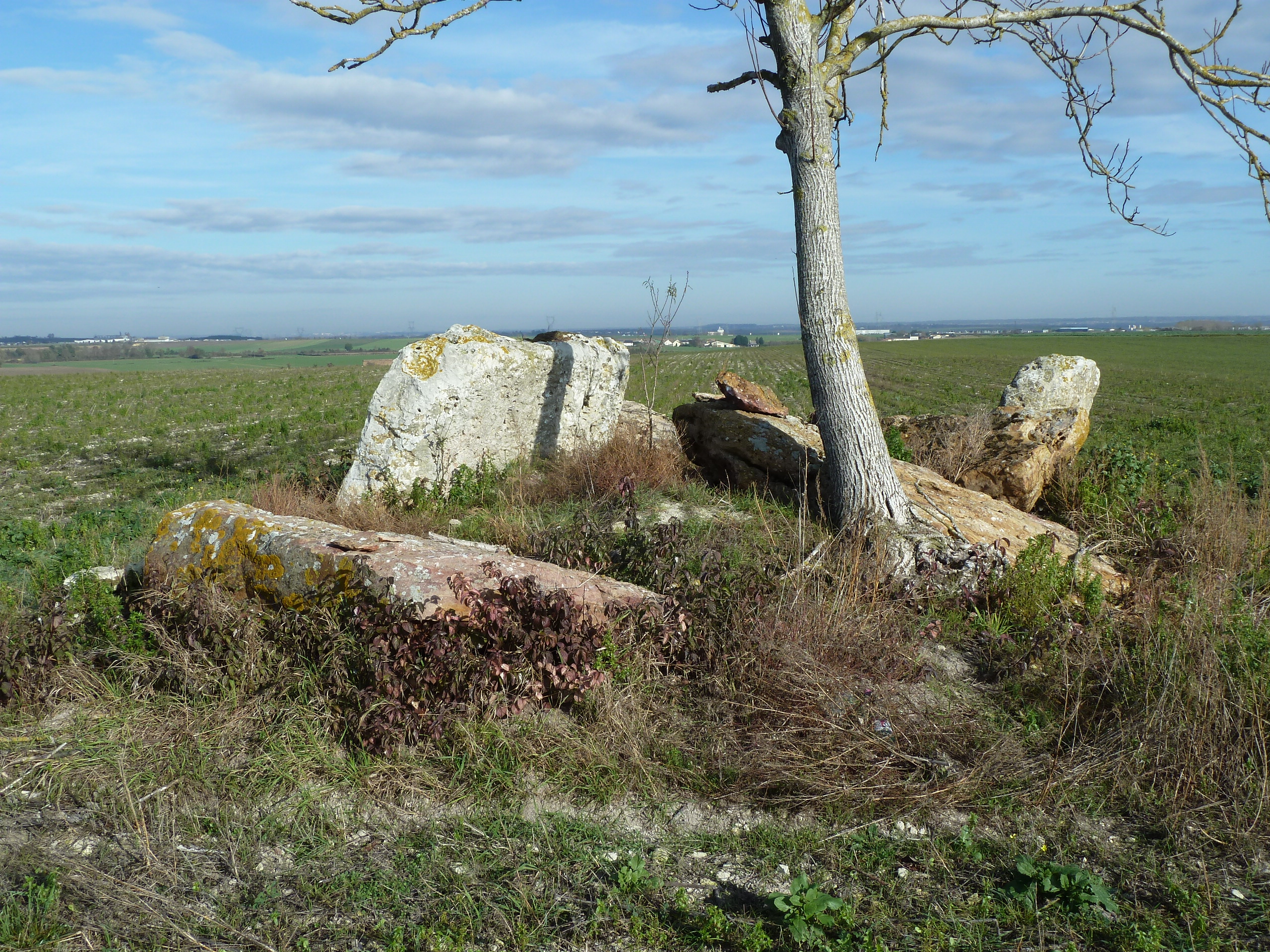
Dolmen du Griffier

Der Dolmen du Griffier (auch Dolmen de Coulon oder Pierre-Forte des Giraudières genannt) ist ein Dolmen nordwestlich von Antoigné am Rande der Départements Deux-Sèvres und Maine-et-Loire in Frankreich. Dolmen ist in Frankreich der Oberbegriff für Megalithanlagen aller Art (siehe: Französische Nomenklatur).

## Beschreibung
Obwohl der Dolmen zusammengebrochen ist, ist seine ursprüngliche Architektur erkennbar. Es ist ein quadratischer Dolmen vom Typ angevin.
Alle Platten sind aus weißem oder rosa Sandstein. Die rechten Orthostaten der Kammer und die linke Säule des Portals stehen noch in situ. Die linken Orthostaten der Kammer liegen wahrscheinlich unter dem abgestürzten Deckstein. Der Tumulus ist verschwunden.
Millet zufolge war der Dolmen bereits 1865 ruiniert, was Raimbault 1876 bestätigte. Eine 1893 durchgeführte Ausgrabung durch M. Bousrez und C. Charrier blieb ergebnislos.
Der Dolmen steht seit 1984 als Monument historique unter Denkmalschutz.

Dolmen du Griffier
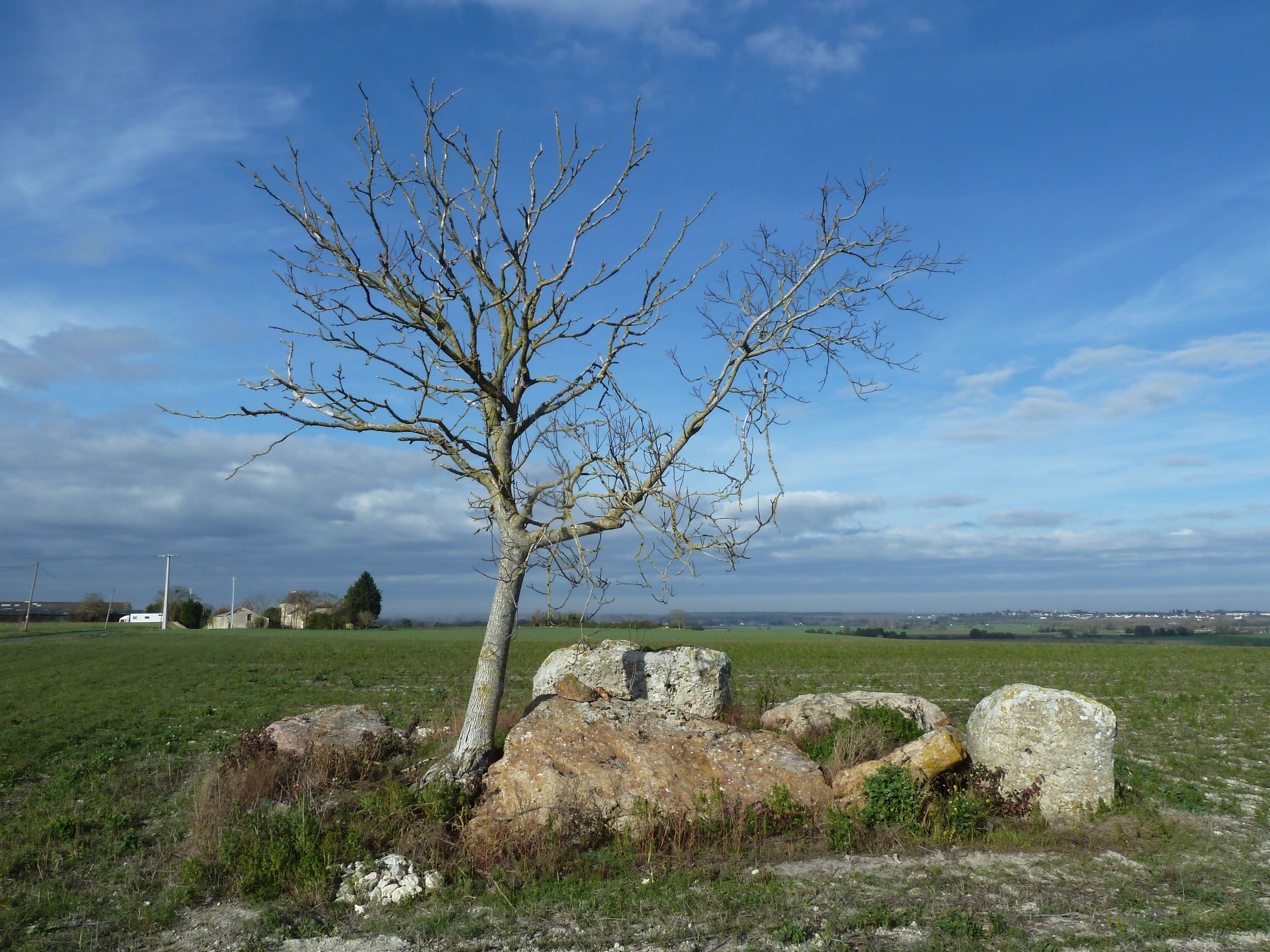
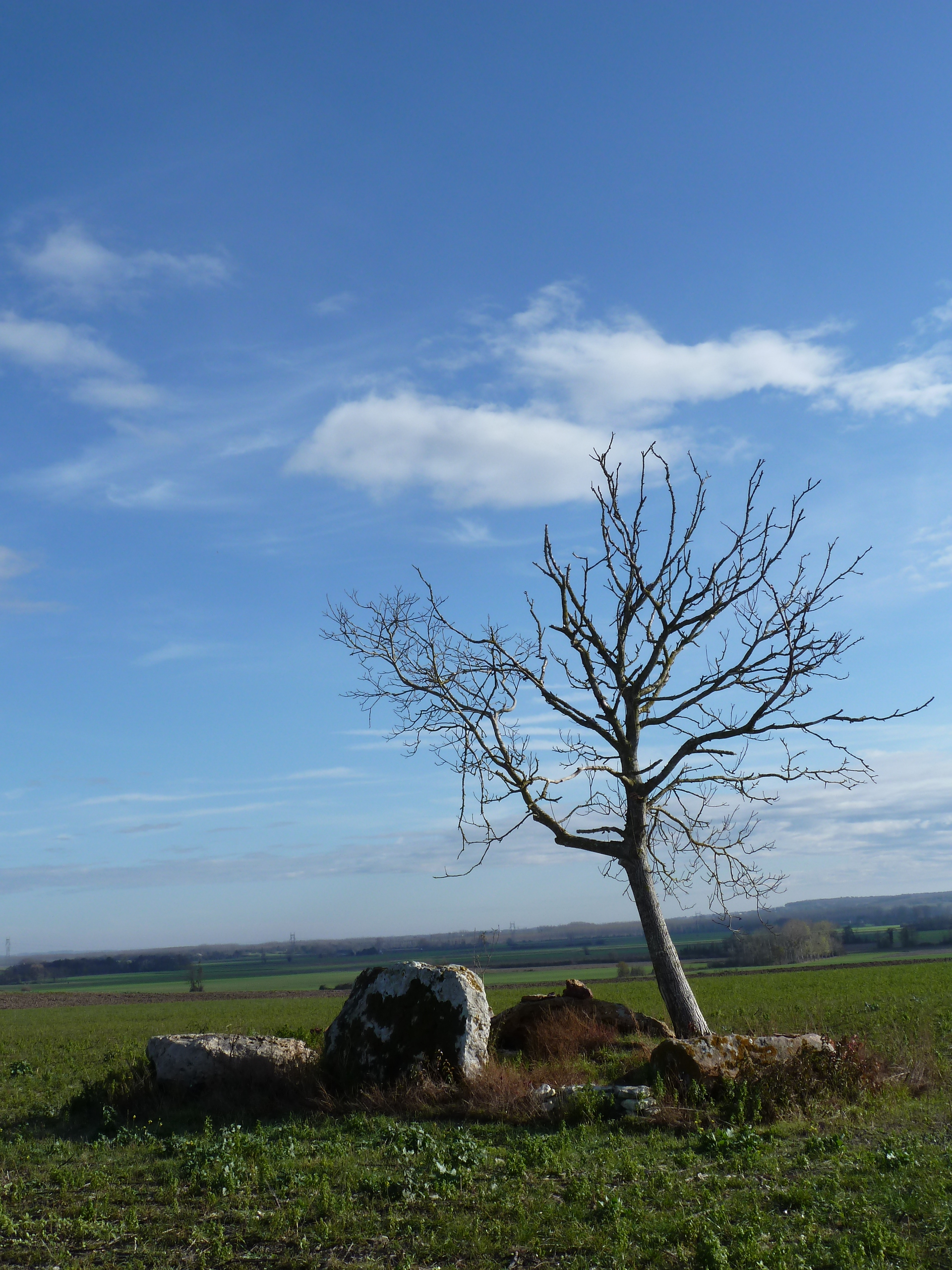
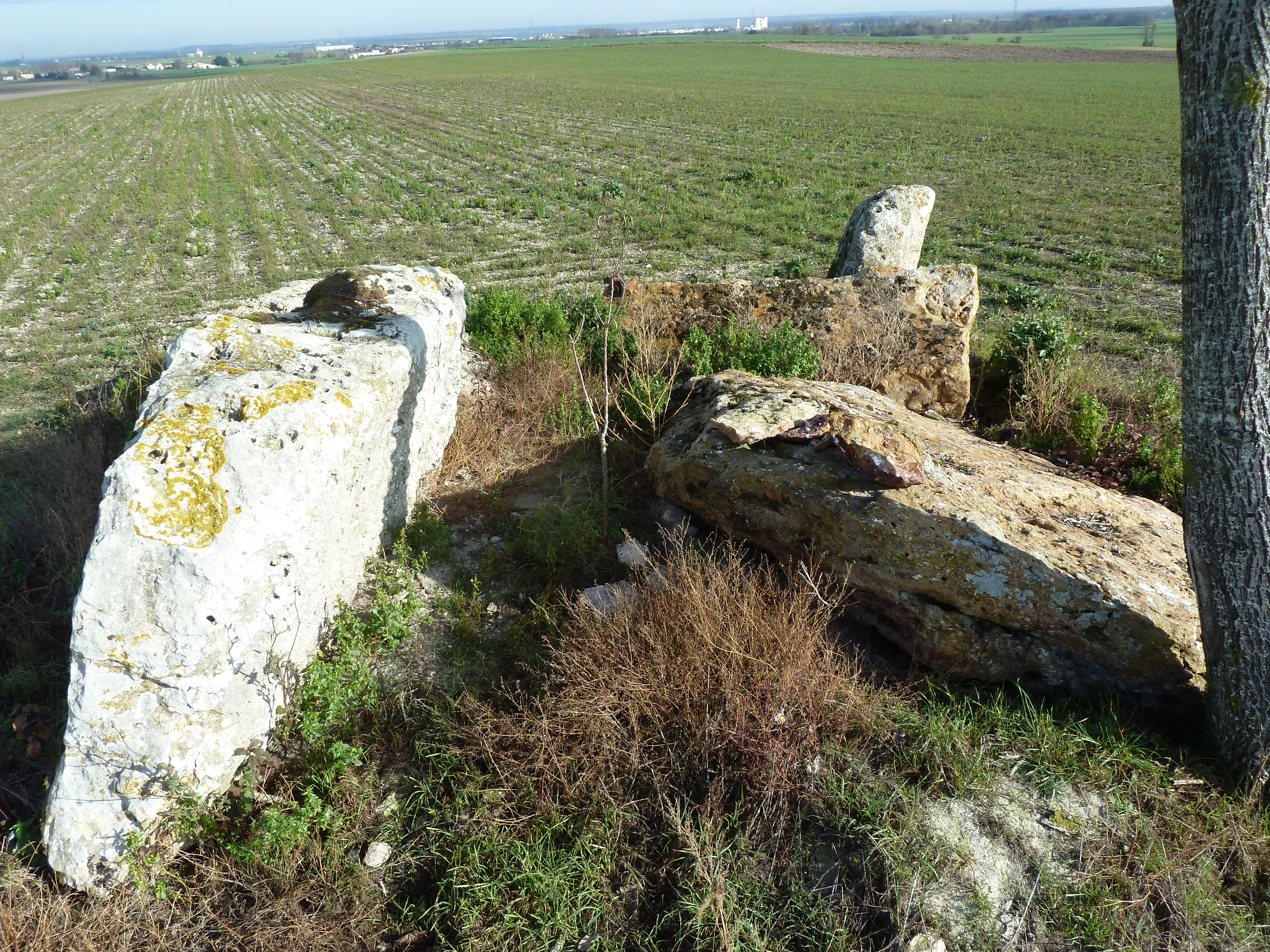